# Douban Arabe
Douban Arabe (ou Dourbang Arabe) est une localité du Cameroun située au sud du lac Tchad, dans le département du Logone-et-Chari et la Région de l'Extrême-Nord. Elle fait partie de la commune de Goulfey et du canton de Nadji.

## Population
Lors du recensement de 2005, on y a dénombré 284 personnes.
Comme son nom l'indique, Douban Arabe est peuplée d'Arabes choua, alors que Douban Kotoko est peuplée de Kotoko.